# Американская тонна
Америка́нская то́нна, также коро́ткая то́нна (англ. ton; short ton) — неметрическая единица измерения массы, используемая в США, где её часто называют просто «тонна», в то время как для метрической и английской (длинной) тонны специально уточняется, какая из них используется. Однако есть отдельные случаи, когда по умолчанию подразумевается либо длинная тонна (например, при указании водоизмещения судов), либо метрическая тонна (например, данные о мировом урожае зерна).
1 американская тонна = 20 коротким хандредвейтам = 2000 торговым фунтам = точно 907,18474 килограммам.
Обе тонны, и длинная и короткая, определены как 20 хандредвейтов, однако определения хандредвейтов в английской и американской системах мер различаются.
В отличие от метрической тонны, которая на английском пишется с двумя n (tonne), американская короткая тонна, как и длинная английская тонна, пишется с одним n (ton).